# 克勒蒙特 (肯塔基州)
克勒蒙特（英語：Clermont）是位於美國肯塔基州布利特縣的一個非建制地區。

## 地理
克勒蒙特所處的海拔為高於海平面163米（即535英呎），而該地所採用的時區為UTC-5，即北美東部時區（EST）。同時該地設有夏令時間，為UTC-5調快一小時，即UTC-4（EDT）。